# Nicolás Schiappacasse
Nicolás Javier Schiappacasse Oliva, noto semplicemente come Nicolás Schiappacasse (Montevideo, 12 gennaio 1999), è un calciatore uruguaiano, attaccante del River Plate (M).
Nel 2016 è stato inserito nella lista dei migliori sessanta calciatori nati nel 1999 stilata da The Guardian.

## Biografia
Ha origini italiane, quindi è in possesso del passaporto italiano.
Il 26 gennaio 2022, viene arrestato a Montevideo per possesso di arma da fuoco e di stupefacenti. Secondo le forze dell’ordine, al momento dell’arresto il calciatore stava cercando di liberarsi di una pistola che deteneva in auto illegalmente.

## Caratteristiche tecniche
È un giocatore in grado di giocare come riferimento centrale, ma anche come attaccante esterno sulla fascia sinistra. È stato più volte accostato all'attaccante argentino Sergio Agüero. È dotato di buona tecnica ed è bravo ad attaccare la profondità.

## Carriera

### Club

#### River Plate Montevideo
Comincia a tirare calci a un pallone sin da giovanissimo nelle strade di Montevideo, per poi passare all'età di cinque anni nel piccolo club della Nueva Palmira, dove rimane per poco tempo prima di trasferirsi all'Universal. All'età di undici anni arriva l'importante passaggio al River Plate di Montevideo dove in cinque anni di giovanili riesce a mettere in mostra tutto il suo talento.
Il 19 aprile 2015, all'età di sedici anni, ottiene l'esordio in Primera División Profesional in occasione della vittoria casalinga per 2-0 contro il Juventud, andando a subentrare il compagno Santiago García a tredici minuti dal termine della partita; diventa così il più giovane debuttante nella storia del club. Il 23 maggio successivo mette a segno la sua prima rete da professionista andando a siglare il momentaneo 3-0 sull'El Tanque Sisley, la partita finirà poi 4-0 in favore dei suoi. La prima stagione si conclude con un bottino di sette presenze e una rete.
Il 3 febbraio 2016, durante la seconda stagione, gioca la sua prima partita di Copa Libertadores, in occasione della vittoria casalinga per 2-0 contro i cileni dell'Universidad de Chile. Conclude la sua seconda stagione andando a totalizzare venticinque presenze e tre reti.

#### Atlético Madrid e i vari prestiti
Il 20 luglio 2016 viene acquistato dal club spagnolo dell'Atlético Madrid per una cifra vicina a un milione e mezzo di euro. Il giovane attaccante si unisce alla preparazione estiva della prima squadra venendo inserito anche nella lista dei partecipanti alla Champions League. L'11 settembre 2016, con indosso la maglia della seconda squadra, disputa la sua prima partita in terra spagnola durante la trasferta persa per 3-2 contro l'Unión Adarve; in tale occasione mette a segno anche la sua prima rete andando a siglare l'ultima marcatura del match. Il 7 maggio 2017 insieme ai suoi compagni di squadra conquista il primo posto della Tercera División. Chiude la sua prima stagione in Spagna senza riuscire a debuttare con la prima squadra.
Il 7 agosto 2018 viene ceduto, a titolo temporaneo, al Rayo Majadahonda con il quale esordisce il 19 agosto successivo in occasione della sconfitta esterna, per 2-1, contro il Real Saragozza. Il 31 gennaio 2019, nell'ultimo giorno di mercato per la sessione invernale, viene ceduto in prestito biennale alla squadra ducale. Il 25 febbraio debutta in occasione della sconfitta interna per 4-0 contro il Napoli. Terminata la stagione con solo tre presenze, il 18 luglio 2019 il Parma termina anzitempo il prestito del giocatore, che si trasferisce al Famalicão.

#### Sassuolo e Penarol
Il 5 ottobre 2020 finisce il calvario dei prestiti per il calciatore uruguagio, in quanto il Sassuolo ne acquisisce le prestazioni a titolo definitivo.
Tuttavia a Reggio Emilia (come a Parma) trova poco spazio, giocando una sola partita in campionato contro l'Inter, quindi il 30 marzo 2021 viene ceduto in prestito con diritto di riscatto al Peñarol.

### Nazionale
Con l'Uruguay Under-20 vince, l'11 febbraio 2017, il Sudamericano Sub-20 giocato in Ecuador. A partire dal mese di maggio del 2017 partecipa ai Mondiali Under-20 in Corea del Sud, dove realizza un gol al Giappone nella fase a gironi.

## Statistiche

### Presenze e reti nei club
Statistiche aggiornate al 10 aprile 2022.
| Stagione                 | Squadra                  | Campionato               | Campionato | Campionato | Coppe nazionali | Coppe nazionali | Coppe nazionali | Coppe continentali | Coppe continentali | Coppe continentali | Altre coppe | Altre coppe | Altre coppe | Totale | Totale |
| Stagione                 | Squadra                  | Comp                     | Pres       | Reti       | Comp            | Pres            | Reti            | Comp               | Pres               | Reti               | Comp        | Pres        | Reti        | Pres   | Reti   |
| ------------------------ | ------------------------ | ------------------------ | ---------- | ---------- | --------------- | --------------- | --------------- | ------------------ | ------------------ | ------------------ | ----------- | ----------- | ----------- | ------ | ------ |
| 2014-2015                | River Plate (M)          | PD                       | 7          | 1          | -               | -               | -               | CS                 | 0                  | 0                  | -           | -           | -           | 7      | 1      |
| 2015-2016                | River Plate (M)          | PD                       | 17         | 3          | -               | -               | -               | CL                 | 8                  | 0                  | -           | -           | -           | 25     | 3      |
| Totale River Plate Mont. | Totale River Plate Mont. | Totale River Plate Mont. | 24         | 4          |                 | -               | -               |                    | 8                  | 0                  |             | -           | -           | 32     | 4      |
| 2016-2017                | Atlético Madrid B        | TD                       | 14         | 3          | -               | -               | -               | -                  | -                  | -                  | -           | -           | -           | 14     | 3      |
| 2017-2018                | Atlético Madrid B        | SDB                      | 8          | 0          | -               | -               | -               | -                  | -                  | -                  | -           | -           | -           | 8      | 0      |
| 2018-gen. 2019           | Rayo Majadahonda         | SD                       | 19         | 1          | CR              | 2               | 0               | -                  | -                  | -                  | -           | -           | -           | 21     | 1      |
| feb.-mag. 2019           | Parma                    | A                        | 3          | 0          | CI              | -               | -               | -                  | -                  | -                  | -           | -           | -           | 3      | 0      |
| 2019-2020                | Famalicão                | PL                       | 4          | 0          | CP+CdL          | 0               | 0               | -                  | -                  | -                  | -           | -           | -           | 4      | 0      |
| ago.-ott. 2020           | Atlético Madrid B        | SDB                      | 0          | 0          | -               | -               | -               | -                  | -                  | -                  | -           | -           | -           | 0      | 0      |
| Totale Atlético Madrid B | Totale Atlético Madrid B | Totale Atlético Madrid B | 22         | 3          |                 | -               | -               |                    | -                  | -                  |             | -           | -           | 22     | 3      |
| ott. 2020-mar. 2021      | Sassuolo                 | A                        | 1          | 0          | CI              | 1               | 0               | -                  | -                  | -                  | -           | -           | -           | 2      | 0      |
| mar.-ago. 2021           | Peñarol                  | PD                       | 0          | 0          | -               | -               | -               | CS                 | 6                  | 0                  | -           | -           | -           | 6      | 0      |
| 2021-2022                | Sassuolo                 | A                        | 0          | 0          | CI              | 0               | 0               | -                  | -                  | -                  | -           | -           | -           | 0      | 0      |
| Totale carriera          | Totale carriera          | Totale carriera          | 73         | 8          |                 | 3               | 0               |                    | 14                 | 0                  |             | -           | -           | 90     | 8      |

### Cronologia presenze e reti in nazionale
| Cronologia completa delle presenze e delle reti in nazionale ― Uruguay | Cronologia completa delle presenze e delle reti in nazionale ― Uruguay | Cronologia completa delle presenze e delle reti in nazionale ― Uruguay | Cronologia completa delle presenze e delle reti in nazionale ― Uruguay | Cronologia completa delle presenze e delle reti in nazionale ― Uruguay | Cronologia completa delle presenze e delle reti in nazionale ― Uruguay | Cronologia completa delle presenze e delle reti in nazionale ― Uruguay | Cronologia completa delle presenze e delle reti in nazionale ― Uruguay |
| Data                                                                   | Città                                                                  | In casa                                                                | Risultato                                                              | Ospiti                                                                 | Competizione                                                           | Reti                                                                   | Note                                                                   |
| ---------------------------------------------------------------------- | ---------------------------------------------------------------------- | ---------------------------------------------------------------------- | ---------------------------------------------------------------------- | ---------------------------------------------------------------------- | ---------------------------------------------------------------------- | ---------------------------------------------------------------------- | ---------------------------------------------------------------------- |
| 1-9-2024                                                               | Fort Lauderdale                                                        | Uruguay                                                                | 1 – 1                                                                  | Guatemala                                                              | Amichevole                                                             | -                                                                      | 61’                                                                    |
| Totale                                                                 |                                                                        | Presenze                                                               | 1                                                                      |                                                                        | Reti                                                                   | 0                                                                      |                                                                        |

| Cronologia completa delle presenze e delle reti in nazionale ― Uruguay under 20 | Cronologia completa delle presenze e delle reti in nazionale ― Uruguay under 20 | Cronologia completa delle presenze e delle reti in nazionale ― Uruguay under 20 | Cronologia completa delle presenze e delle reti in nazionale ― Uruguay under 20 | Cronologia completa delle presenze e delle reti in nazionale ― Uruguay under 20 | Cronologia completa delle presenze e delle reti in nazionale ― Uruguay under 20 | Cronologia completa delle presenze e delle reti in nazionale ― Uruguay under 20 | Cronologia completa delle presenze e delle reti in nazionale ― Uruguay under 20 |
| Data                                                                            | Città                                                                           | In casa                                                                         | Risultato                                                                       | Ospiti                                                                          | Competizione                                                                    | Reti                                                                            | Note                                                                            |
| ------------------------------------------------------------------------------- | ------------------------------------------------------------------------------- | ------------------------------------------------------------------------------- | ------------------------------------------------------------------------------- | ------------------------------------------------------------------------------- | ------------------------------------------------------------------------------- | ------------------------------------------------------------------------------- | ------------------------------------------------------------------------------- |
| 19-1-2017                                                                       | Ibarra                                                                          | Uruguay under 20                                                                | 0 – 0                                                                           | Venezuela under 20                                                              | Sudamericano Sub-20 2017 - 1º turno                                             | -                                                                               | 74’                                                                             |
| 22-1-2017                                                                       | Ibarra                                                                          | Argentina under 20                                                              | 3 – 3                                                                           | Uruguay under 20                                                                | Sudamericano Sub-20 2017 - 1º turno                                             | 1                                                                               | 57’ 82’ 86’                                                                     |
| 26-1-2017                                                                       | Ibarra                                                                          | Uruguay under 20                                                                | 2 – 0                                                                           | Perù under 20                                                                   | Sudamericano Sub-20 2017 - 1º turno                                             | 1                                                                               | 63’ 82’                                                                         |
| 31-1-2017                                                                       | Quito                                                                           | Uruguay under 20                                                                | 3 – 0                                                                           | Argentina under 20                                                              | Sudamericano Sub-20 2017 - Girone finale                                        | -                                                                               | 70’                                                                             |
| 3-2-2017                                                                        | Quito                                                                           | Uruguay under 20                                                                | 2 – 1                                                                           | Brasile under 20                                                                | Sudamericano Sub-20 2017 - Girone finale                                        | -                                                                               |                                                                                 |
| 6-2-2017                                                                        | Quito                                                                           | Uruguay under 20                                                                | 3 – 0                                                                           | Colombia under 20                                                               | Sudamericano Sub-20 2017 - Girone finale                                        | 1                                                                               | 65’ 72’                                                                         |
| 9-2-2017                                                                        | Quito                                                                           | Uruguay under 20                                                                | 0 – 3                                                                           | Venezuela under 20                                                              | Sudamericano Sub-20 2017 - Girone finale                                        | -                                                                               |                                                                                 |
| 12-2-2017                                                                       | Quito                                                                           | Ecuador under 20                                                                | 1 – 2                                                                           | Uruguay under 20                                                                | Sudamericano Sub-20 2017 - Girone finale                                        | -                                                                               | 91’                                                                             |
| 21-5-2017                                                                       | Suwon                                                                           | Italia under 20                                                                 | 0 – 1                                                                           | Uruguay under 20                                                                | Mondiale Under-20 2017 - 1º turno                                               | -                                                                               |                                                                                 |
| 24-5-2017                                                                       | Suwon                                                                           | Uruguay under 20                                                                | 2 – 0                                                                           | Giappone under 20                                                               | Mondiale Under-20 2017 - 1º turno                                               | 1                                                                               | 38’ 79’                                                                         |
| 27-5-2017                                                                       | Incheon                                                                         | Uruguay under 20                                                                | 0 – 0                                                                           | Sudafrica under 20                                                              | Mondiale Under-20 2017 - 1º turno                                               | -                                                                               | 86’                                                                             |
| 31-5-2017                                                                       | Suwon                                                                           | Uruguay under 20                                                                | 1 – 0                                                                           | Arabia Saudita under 20                                                         | Mondiale Under-20 2017 - Ottavi di finale                                       | -                                                                               | 94’                                                                             |
| 4-6-2017                                                                        | Daejeon                                                                         | Portogallo under 20                                                             | 2 – 2 (5 – 4 dtr)                                                               | Uruguay under 20                                                                | Mondiale Under-20 2017 - Quarti di finale                                       | -                                                                               | 103’                                                                            |
| 8-6-2017                                                                        | Daejeon                                                                         | Uruguay under 20                                                                | 1 – 1 (3 – 4 dtr)                                                               | Venezuela under 20                                                              | Mondiale Under-20 2017 - Semifinale                                             | -                                                                               | 67’                                                                             |
| 18-1-2019                                                                       | Talca                                                                           | Uruguay under 20                                                                | 0 – 1                                                                           | Perù under 20                                                                   | Sudamericano Sub-20 2019 - 1º turno                                             | -                                                                               | 58’                                                                             |
| 20-1-2019                                                                       | Curicó                                                                          | Uruguay under 20                                                                | 3 – 1                                                                           | Ecuador under 20                                                                | Sudamericano Sub-20 2019 - 1º turno                                             | 1                                                                               | 90+3’                                                                           |
| 24-1-2019                                                                       | Curicó                                                                          | Uruguay under 20                                                                | 0 – 1                                                                           | Argentina under 20                                                              | Sudamericano Sub-20 2019 - 1º turno                                             | -                                                                               |                                                                                 |
| 26-1-2019                                                                       | Talca                                                                           | Uruguay under 20                                                                | 1 – 0                                                                           | Paraguay under 20                                                               | Sudamericano Sub-20 2019 - 1º turno                                             | 1                                                                               | 28’                                                                             |
| Totale                                                                          |                                                                                 | Presenze                                                                        | 18                                                                              |                                                                                 | Reti                                                                            | 6                                                                               |                                                                                 |

## Palmarès

### Club
- Tercera División: 1

Atlético Madrid B: 2016-2017 (gruppo 7)

### Nazionale
- Campionato sudamericano Under-20: 1

Ecuador 2017

### Individuale
- Miglior giovane calciatore del C.O.U: 1

2014-2015
- Formazione ideale al Campionato sudamericano di calcio Under-20: 1

2019